# Kostel Nanebevzetí Panny Marie (Velká Jesenice)
Kostel Nanebevzetí Panny Marie je římskokatolický filiální, do roku 2007 farní kostel ve Velké Jesenici.

## Historie
Kolem roku 1350 byl filiálním kostelem zvolského kostela. Později byl pod patronátem opočenským. Za třicetileté války byl filiálním kostelem do Nového Města nad Metují. Asi roku 1689 Ludvík hrabě Colloredo-Mansfeld osadil faru a ke kostelu jako farnímu náležely dva kostely filiální - kostel sv. Justa ve Zvoli (1689-1773) a rohenický kostel (1689-1713).

## Architektura
Barokní budova kostela je jednolodní s věží na západě a sakristií na východě. Původní budova kostela byla roku 1827 prodloužena o 2 okna a v západním průčelí místo dřevěné zvonice byla přistavěna věž. Stropy jsou ploché, triumfální oblouk segmentový, kruchta dřevěná.

## Varhany
Varhany jsou z roku 1834 od výrobce Ignáce Josefa Welzla z Králík.

## Bohoslužby
Pravidelné bohoslužby v neděli v 8:30

## Galerie

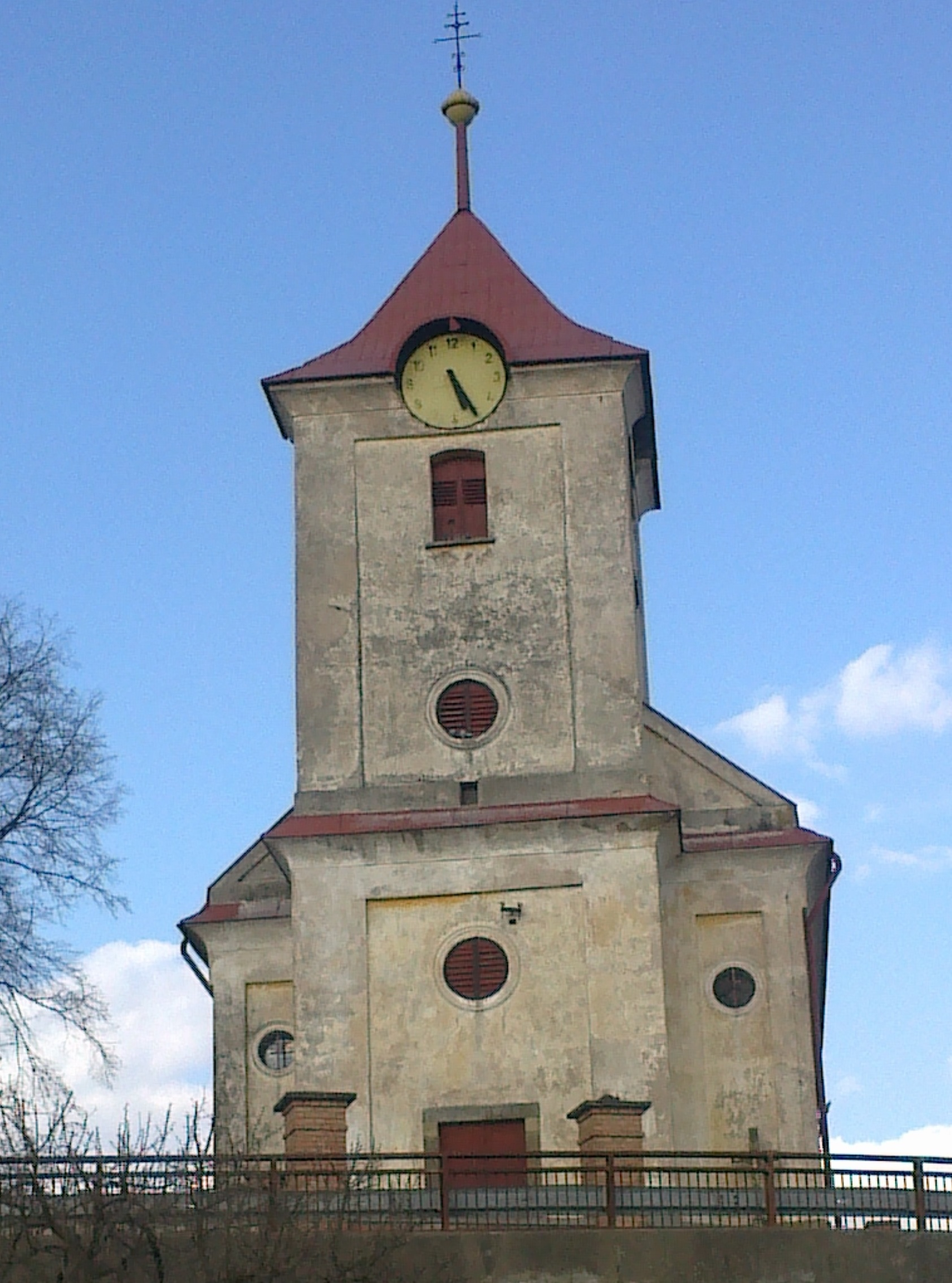
Kostel